# Övermålning
Övermålning är en muralmålning från 2014 av Carolina Falkholt, färdigställt 13-15 januari 2014. Den finns på högsstadieskolan Alpha i Nyköping. Konstverket föreställer en stiliserad kvinnlig underkropp, med en tydlig snippa mitt i bilden, och blev omedelbart kontroversiell. Under det första året var målningen täckt med ett plank, och bara utvalda personer fick se den. Men sedan mars 2015 är planket borttaget och verket synligt igen.

## Namnet
Namnet på konstverket, Övermålning, kommer av att Falkholt först skrev ett antal kvinnoförnedrande ord på väggen ('hora', 'slampa', 'jävla fitta' etc.), för att senare måla över dessa och färdigställa konstverket. 